# Hrafnsfjörður
Hrafnsfjörður är en fjord i republiken Island.   Den ligger i regionen Västfjordarna, i den nordvästra delen av landet, 240 km norr om huvudstaden Reykjavík.